# Amy Lowell
Amy Lawrence Lowell (Brookline, Boston, Massachusetts, 9 de febrer de 1874 - íd. 12 de maig de 1925) va ser una poeta nord-americana de l'escola imaginista i crítica literària. Va guanyar el premi Pulitzer de poesia el 1926, pòstumament.

## Vida
Amy Lowell era filla d'Augustus Lowell i Katherine Bigelow Lowell. Entre els seus germans hi hagué l'astrònom Percival Lowell, l'educador i erudit jurídic Abbott Lawrence Lowell i Elizabeth Lowell Putnam, una de les primeres activistes de l'atenció prenatal.
L'escola va ser una font de desesperació considerable per a la jove Amy Lowell. Entre els seus companys de classe tenia fama de ser franca i de tenir opinió.
Lowell mai va anar a la universitat perquè la seva família no ho considerava adequat per a una dona. Va compensar aquesta mancança amb una lectura àvida i una col·lecció de llibres gairebé obsessiva. Va viatjar molt, i es dedicà a la poesia a partir de 1902 (amb 28 anys) després de veure una actuació d'Eleonora Duse a Europa. Després Lowell es va convertir en una estudiant entusiasta de l'art.
Lowell era lesbiana, i el 1912 va conèixer l'actriu Ada Dwyer Russell, que seria la seva parella. Les dues dones van viatjar juntes a Anglaterra, on Lowell va conèixer Ezra Pound, que es va convertir alhora en una gran influència i en un gran crític de la seva obra. Amb el temps, Pound, que liderava aquest corrent literari, va considerar que l'adscripció de Lowell a l'imaginisme era una mena de segrest del moviment, i que ella se n'havia apropiat. La seva relació es va dissoldre en l'animadversió mútua.

## Obra

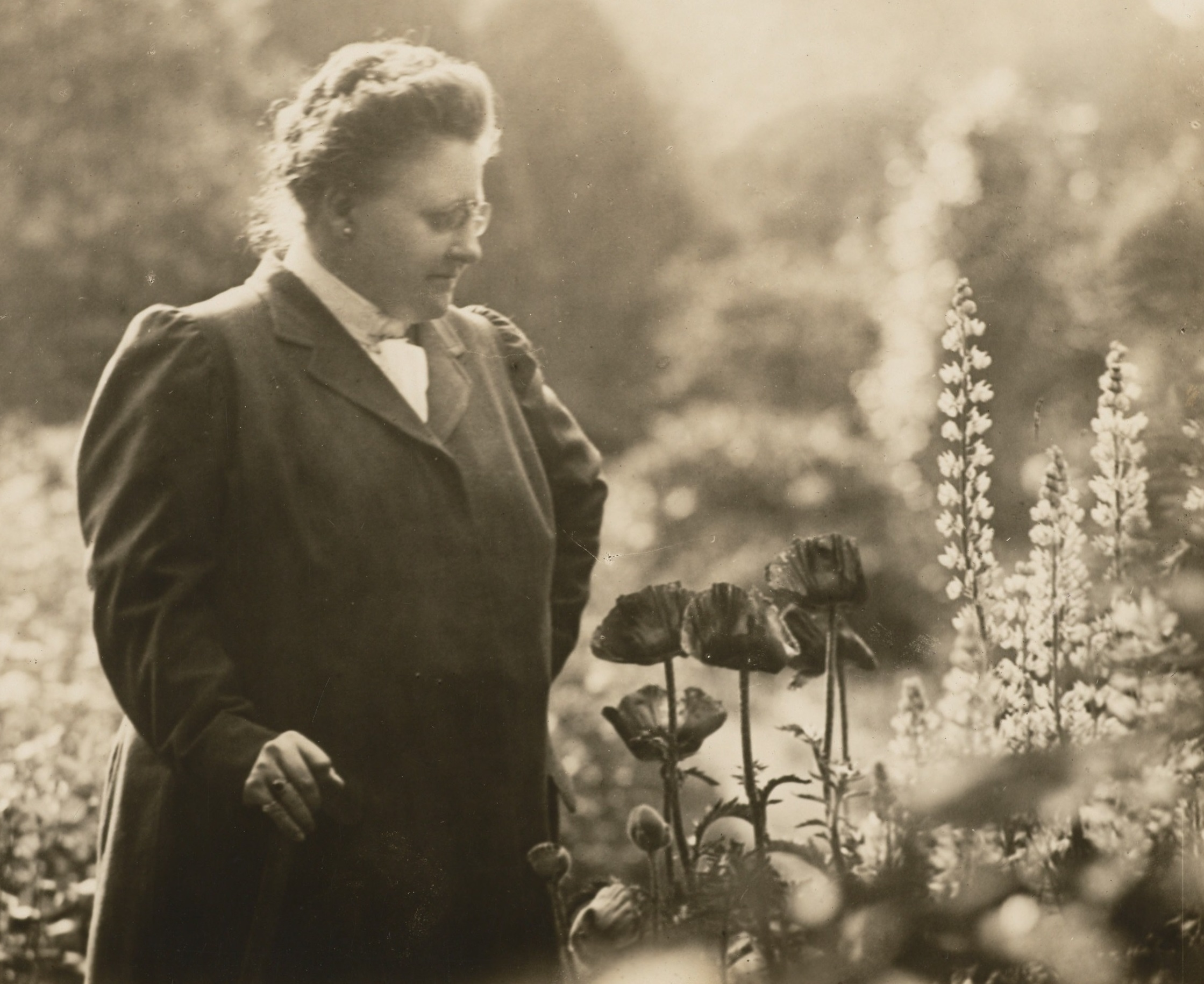
Amy Lowell a Sevenels (1916)

La seva primera obra publicada va aparèixer l'any 1910 a Atlantic Monthly. La primera col·lecció publicada de la seva poesia, A Dome of Many-Coloured Glass, va aparèixer dos anys més tard, el 1912.
Tot i que de vegades escrivia sonets, Lowell es va adherir des del primer moment a l'imaginisme i al «vers lliure» i n'esdevingué una defensora. En va parlar en el prefaci al seu segon llibre, Sword Blades and Poppy Seed, el gener de 1917; al capítol final de Tendències en la poesia nord-americana moderna; i també a The Dial (17 de gener de 1918) amb aquestes paraules: «La definició de vers lliure és un vers-formal basat en la cadència. Per entendre el vers lliure, s'ha d'abandonar tot el desig de trobar-hi el ritme uniforme dels peus mètrics. Cal deixar que les línies flueixin com ho faran quan un lector intel·ligent les llegeixi en veu alta. O, per dir-ho d'una altra manera, la cadència sense rima es construeix sobre el 'ritme orgànic' o el ritme de la veu parlant amb la seva necessitat de respirar, més que sobre un sistema mètric estricte. El vers lliure dins de la seva pròpia llei de cadència no té regles absolutes; no seria 'lliure' si les tingués». Louis Untermeyer escriu que «No només era una pertorbadora sinó una despertadora». En molts poemes, Lowell prescindeix dels salts de línia, de manera que l'obra sembla una prosa a la pàgina. Aquesta tècnica la va anomenar «prosa polifònica».
Els volums posteriors de la seva pròpia obra inclouen Men, Women, and Ghosts (1916),  Can Grande’s Castle (1918); i Legends (1921). Després de la seva mort encara es van publicar What's O'Clock (1925), East Wind (1926) i Ballads for Sale (1927). Un grup addicional de poemes no recollits es va afegir al volum The Complete Poetical Works of Amy Lowell, publicat el 1955 amb una introducció de Louis Untermeyer.
Al llarg de la seva vida literària, Lowell va ser una promotora de poetes tant històrics com contemporanis. El seu llibre Fir-Flower Tablets va ser una reelaboració poètica de traduccions literals de les obres d'antics poetes xinesos, en particular Li Tai-po (701–762). La seva escriptura també inclou obres crítiques sobre la literatura francesa.

A més de la seva obra de creació, Lowell va dictar conferències, va escriure crítica literària en diverses publicacions i va editar les tres antologies de Some Imagist Poets (1915–17).

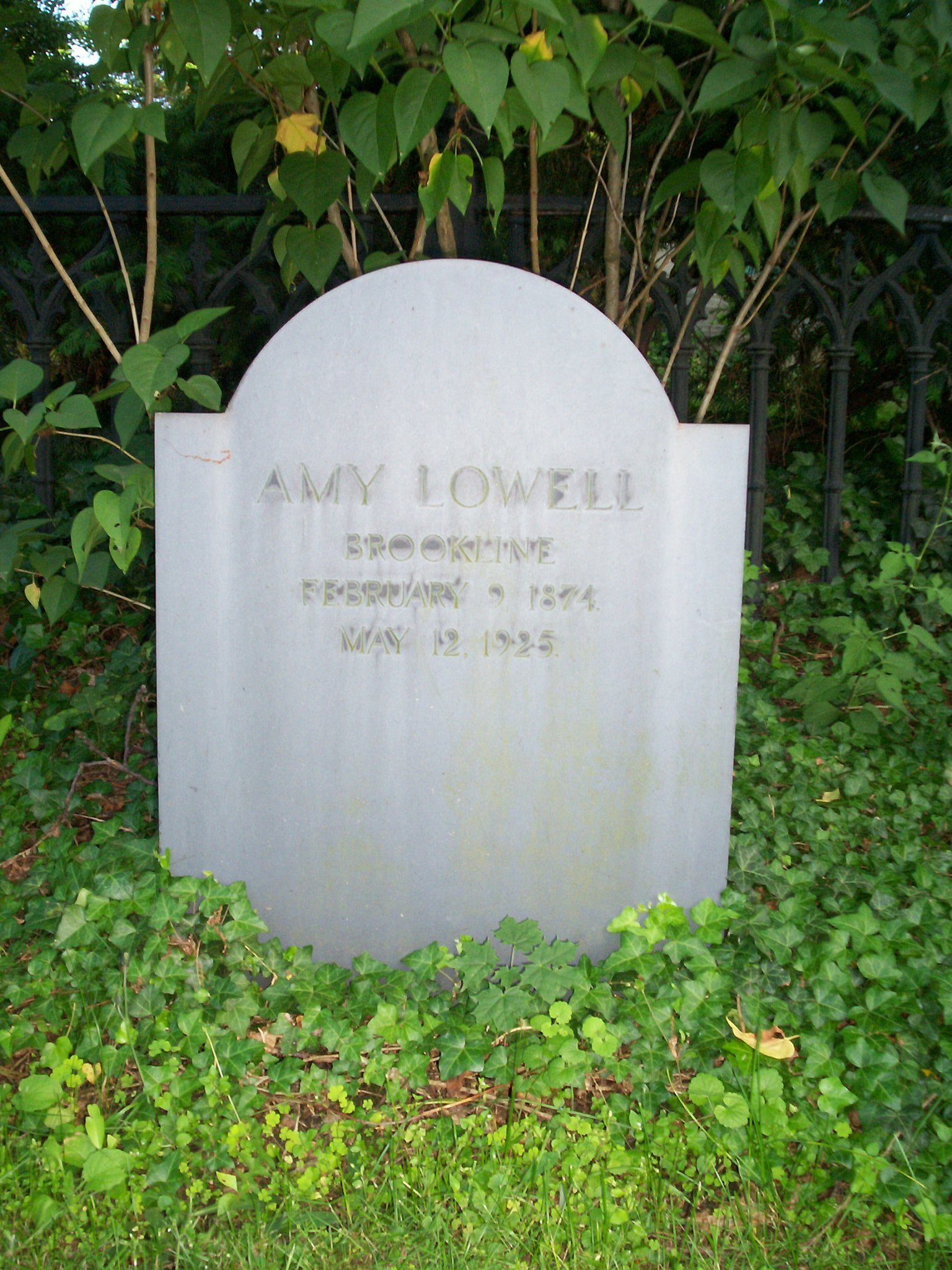
Tomba d'Amy Lowell

En el moment de la seva mort, completava la biografia en dos volums de John Keats, la més completa que se n'havia fet. Lowell va escriure sobre Keats: «l'estigma de l'estranyesa és el preu que un món miop sempre exigeix del geni».
DH Lawrence va dedicar el seu llibre de 1918 New Poems «A Amy Lowell». En canvi, Pound va amenaçar-la de demandar-la per haver publicat la seva sèrie de tres volums Some Imagist Poets, i va anomenar els imaginistes americans el moviment «Amygist».
Lowell va morir d'una hemorràgia cerebral el 1925, als 51 anys i està enterrada al cementiri de Mount Auburn. L'any següent, va ser guardonada amb el Premi Pulitzer de poesia per What's O'Clock.

## Relació amb Ada Dwyer Russell

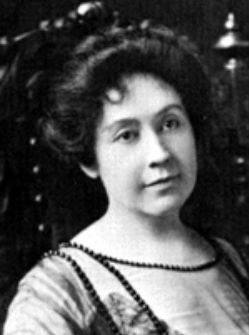
La parella de Lowell, Ada Dwyer Russell.

Russell, la seva parella, és el tema de moltes de les obres de Lowell, sobretot els poemes d'amor continguts a «Two Speak Together», una subsecció de Pictures of the Floating World. Lowell va voler dedicar-li els seus llibres, però Russell només va cedir una vegada per la biografia de John Keats. Els poemes de Lowell sobre Russell han estat assenyalats com la poesia d'amor lèsbic més explícita i elegant des de l'antiga Safo fins als poetes dels anys setanta. La major part de la correspondència privada va ser destruïda per Russell a petició de Lowell, deixant molt desconegut sobre els detalls de la seva vida juntes.

## Llegat
En els anys posteriors a la Primera Guerra Mundial, Lowell va ser en gran part oblidada, però el moviment de dones dels anys setanta i els estudis sobre dones la van tornar a la llum. Segons Heywood Broun, tanmateix, Lowell va mostrar poc interès polític pel feminisme. Dins de l'àmbit de la literatura, però, va parlar molt de les poetes contemporànies com Edna St. Vincent Millay. També es va inspirar en les seves predecessores femenines en poesia; el seu poema «The Sisters» explora en profunditat els seus pensaments sobre Sappho, Elizabeth Barrett Browning i Emily Dickinson.
Fonts addicionals d'interès en Lowell avui provenen del sentiment contra la guerra del poema «Patterns»; la seva personificació d'objectes inanimats, com a «The Green Bowl» ; i els seus temes lèsbics, inclosos els poemes d'amor adreçats a Ada Dwyer Russell a «Two Speak Together».
La correspondència de Lowell amb la seva amiga Florence Ayscough, escriptora i traductora de literatura xinesa, va ser compilada i publicada pel professor Harley Farnsworth MacNair, el marit d'Ayscough, el 1945.

## Obres

### Poesia
- A Dome of Many-Coloured Glass, 1912.
- Sword Blades and Poppy Seed, 1914.
- Men, Women and Ghosts, 1916.
- Can Grande's Castle, 1919.
- Pictures of the Floating World, 1919.
- Legends, 1921.
- Fir-Flower Tablets, 1921.
- A Critical Fable, 1922.
- What's O'Clock, 1925.
- East Wind, 1926.
- Ballads for Sale, 1927.
- Selected Poems of Amy Lowell, 2002.
- The Complete Poetical Works of Amy Lowell, 1955.
- Amy Lowell: A Chronicle, With Extracts from her Correspondence, 1935.
- The Touch of You Amy Lowell's Poems of Love and Beauty selected by Peter Seymour, 1972.

### Crítica
- John Keats, 1925.

### Antologia
- Some imagist poets, 1917.